# Баскунчакская пещера
Пещера Баскунчакская — крупнейшая пещера Северного Прикаспия. Она находится в Астраханской области на северо-западном берегу озера Баскунчак в балке Пещерная и имеет три основных входа, которые долгое время считались самостоятельными пещерами: Большая Баскунчакская, Малая Баскунчакская и Сухая. Пещера уже долгое время активно посещается людьми и является одной из достопримечательностей Ахтубинского района. Власти и церковь регулярно устраивают экскурсии.

## История
На стенах пещеры имеются различные надписи, самые старые из которых датируются 1874, 1909, 1911 годами. Первым пещеру на протяжении 350 м обследовал и описал в 1940-х годах преподаватель Саратовского университета А. Д. Гедеонов. С 1979 года в течение более 20 лет изучением пещеры занимались члены Саратовской спелеологической секции. Ими были впервые связаны между собой три пещеры, считавшиеся ранее самостоятельными, проведён большой объём исследовательских работ, выполнена подробная топографическая съёмка пещеры. В 1986 году к наблюдениям за пещерой подключилась секция спелеологии и карстоведения Астраханского отделения Русского географического общества, которая продолжает свои исследования.

## Геологическая характеристика
Пещера Баскунчакская заложена в пермских гипсах кунгурского яруса, поднятых на поверхность процессами соляной тектоники. Пещера относится к коррозионно-эрозионному типу карстовых пещер. Она разработана по вертикальной трещине субмеридионального направления. Пещера имеет разнообразный подземный рельеф и состоит из участков различной сложности прохождения. В пещере имеются, помимо узостей, широкие доступные для массового посещения участки. По данным А. В. Белоновича пещера имеет следующие основные морфометрические параметры: протяжённость — 1480 м, глубина от уровня дневной поверхности — 32 м, объём — около 9400 м³. В целом пещера сухая и представляет сухо-галерейную стадию своего развития. В пещере имеется пресноводное подземное озеро площадью около 10 м².
Пещера Баскунчакская имеет три основных входа и один труднопроходимый. Она относится к типу горизонтальных сквозных (проходных) пещер.
С 1993 года пещера входит в состав регионального государственного природного заказника Богдинско-Баскунчакский. В настоящее время экологическое состояние пещеры удовлетворительное, несмотря на её активное посещение.